# Tramm (Mecklenburg)
Tramm település Németországban, Mecklenburg-Elő-Pomeránia tartományban. Lakosainak száma 864 fő (2023. december 31.).

## Népesség
A település népességének változása:
| Lakosok száma | 931  | 915  | 905  | 884  | 864  |
|               | 2017 | 2019 | 2021 | 2022 | 2023 |